# Freestyle ai XXII Giochi olimpici invernali - Salti femminile
La gara dei salti femminili di freestyle dei XXII Giochi olimpici invernali di Soči si è svolta il 17 febbraio 2014 a Krasnaja Poljana.
La medaglia d'oro è stata vinta dalla bielorussa Ala Cuper, che ha superato la cinese Xu Mengtao e l'australiana Lydia Lassila.
Lydia Lassila era la campionessa olimpica uscente, avendo vinto a Vancouver 2010, sul tracciato di Whistler, precedendo le cinesi Li Nina (medaglia d'argento) e il Guo Xinxin (medaglia di bronzo).

## Risultati

### Qualificazioni

#### Primo turno
Le prime 6 classificate si sono qualificate alla finale.
| Pos. | N° | Atleta                | Nazione     | Punti  | Note |
| ---- | -- | --------------------- | ----------- | ------ | ---- |
| 1    | 8  | Ashley Caldwell       | Stati Uniti | 101,25 | Q    |
| 2    | 1  | Li Nina               | Cina        | 86,71  | Q    |
| 3    | 6  | Danielle Scott        | Australia   | 85,36  | Q    |
| 4    | 5  | Cheng Shuang          | Cina        | 83,19  | Q    |
| 5    | 7  | Emily Cook            | Stati Uniti | 80,01  | Q    |
| 6    | 17 | Assol' Slivec         | Russia      | 78,40  | Q    |
| 7    | 12 | Samantha Wells        | Australia   | 78,12  |      |
| 8    | 20 | Aleksandra Orlova     | Russia      | 76,27  |      |
| 9    | 19 | Janbota Aldabergenova | Kazakistan  | 74,82  |      |
| 10   | 16 | Veronika Korsunova    | Russia      | 72,50  |      |
| 11   | 3  | Xu Mengtao            | Cina        | 71,44  |      |
| 12   | 24 | Ol'ha Poljuk          | Ucraina     | 70,76  |      |
| 13   | 9  | Laura Peel            | Australia   | 67,68  |      |
| 14   | 13 | Ala Cuper             | Bielorussia | 66,15  |      |
| 15   | 4  | Lydia Lassila         | Australia   | 66,12  |      |
| 16   | 28 | Jïbek Arapbaeva       | Kazakistan  | 63,44  |      |
| 17   | 2  | Zhang Xin             | Cina        | 60,98  |      |
| 18   | 21 | Anastasija Novosad    | Ucraina     | 56,84  |      |
| 19   | 26 | Nadija Mochnac'ka     | Ucraina     | 52,44  |      |
| 20   | 30 | Joselane Santos       | Brasile     | 49,60  |      |
| 21   | 18 | Tanja Schärer         | Svizzera    | 48,72  |      |
| 22   | 27 | Hanna Hus'kova        | Bielorussia | 44,08  |      |
|      | 29 | Nadija Didenko        | Ucraina     | DNS    |      |

#### Secondo turno
Le prime 6 classificate si sono qualificate per la finale.
| Pos. | N° | Atleta                | Nazione     | Punti | Note |
| ---- | -- | --------------------- | ----------- | ----- | ---- |
| 1    | 4  | Lydia Lassila         | Australia   | 90,65 | Q    |
| 2    | 3  | Xu Mengtao            | Cina        | 87,15 | Q    |
| 3    | 9  | Laura Peel            | Australia   | 85,99 | Q    |
| 4    | 16 | Veronika Korsunova    | Russia      | 81,58 | Q    |
| 5    | 19 | Janbota Aldabergenova | Kazakistan  | 78,12 | Q    |
| 6    | 13 | Ala Cuper             | Bielorussia | 77,52 | Q    |
| 7    | 2  | Zhang Xin             | Cina        | 77,49 |      |
| 8    | 18 | Tanja Schärer         | Svizzera    | 77,17 |      |
| 9    | 24 | Ol'ha Poljuk          | Ucraina     | 74,97 |      |
| 10   | 21 | Anastasija Novosad    | Ucraina     | 74,34 |      |
| 11   | 26 | Nadija Mochnac'ka     | Ucraina     | 69,31 |      |
| 12   | 12 | Samantha Wells        | Australia   | 67,13 |      |
| 13   | 28 | Jibek Arapbaeva       | Kazakistan  | 58,87 |      |
| 14   | 20 | Aleksandra Orlova     | Russia      | 55,75 |      |
| 15   | 27 | Hanna Hus'kova        | Bielorussia | 52,60 |      |
| 16   | 30 | Joselane Santos       | Brasile     | 48,17 |      |
|      | 29 | Nadija Didenko        | Ucraina     | DNS   |      |

### Finale
| Pos.    | N° | Atleta                | Nazione     | 1° salto | 2° salto | 3° salto |
| ------- | -- | --------------------- | ----------- | -------- | -------- | -------- |
| Oro     | 13 | Ala Cuper             | Bielorussia | 99,18    | 88,50    | 98,01    |
| Argento | 3  | Xu Mengtao            | Cina        | 90,65    | 101,08   | 83,50    |
| Bronzo  | 4  | Lydia Lassila         | Australia   | 95,76    | 99,22    | 72,12    |
| 4       | 1  | Li Nina               | Cina        | 90,24    | 89,53    | 46,02    |
| 5       | 5  | Cheng Shuang          | Cina        | 80,01    | 87,42    |          |
| 6       | 19 | Janbota Aldabergenova | Kazakistan  | 76,23    | 68,44    |          |
| 7       | 9  | Laura Peel            | Australia   | 83,79    | 64,50    |          |
| 8       | 7  | Emily Cook            | Stati Uniti | 82,21    | 64,50    |          |
| 9       | 6  | Danielle Scott        | Australia   | 76,23    |          |          |
| 10      | 8  | Ashley Caldwell       | Stati Uniti | 72,80    |          |          |
| 11      | 16 | Veronika Korsunova    | Russia      | 68,35    |          |          |
| 12      | 17 | Assol' Slivec         | Russia      | 62,30    |          |          |